# Leonella Sgorbati
Leonella Sgorbati (Gazzola, 9 december 1940 - Mogadishu, 17 september 2006) was een Italiaanse rooms-katholieke non behorende tot de kloosterorde Missionarissen van de Vertroosting (begin 20e eeuw in Italië ontstaan en daar hetende Missionari della Consolata).
Sgorbati was sinds 2002 werkzaam in een kinderziekenhuis in de Somalische hoofdstad. Halverwege september 2006, op een zondagochtend, werd ze voor dit ziekenhuis door twee mannen neergeschoten; ze stierf korte tijd daarna op de operatietafel. Ook haar lijfwacht kwam hierbij om het leven. Twee verdachten werden later gearresteerd.
Deze moordaanslag wordt wel in verband gebracht met de gewelddadige reactie in de islam op de Regensburg lezing van paus Benedictus XVI. Een Somalische islamitische geestelijke leider had als gevolg hiervan opgeroepen tot wraakacties. Wellicht dat zij daarvan het slachtoffer was geworden maar zeker is dat niet.
Mogadishu staat bekend om het vele geweld dat er plaatsvindt. In juni 2006 werd de Zweedse journalist Martin Adler daar eveneens om het leven gebracht.
Leonella Sgorbati overleed op 65-jarige leeftijd.